# Ratpenat de ferradura austral
El ratpenat de ferradura austral (Rhinolophus megaphyllus) és una espècie de ratpenat que es troba a Austràlia, Indonèsia, Malàisia, Papua Nova Guinea i Tailàndia.